# Jolly Joker
Jolly Joker ist eine Fernsehserie, die in Koproduktion zwischen Deutschland, Österreich, Italien und Luxemburg entstanden ist. Von deutscher Seite beteiligte sich die ARD an der Produktion. Unter der Regie von Marco Serafini entstanden zwischen 1989 und 1991 21 Folgen mit Stefan Fleming und Paul Hubschmid in den Hauptrollen. Die Serie ist als Parodie auf James Bond und andere Abenteuer-Streifen konzipiert.

## Inhalt
Der Lebemann Christian Borg ist ein Jetset-Playboy, wie er im Buche steht – allerdings ständig Pleite. So gerät er meist in peinliche Situationen, aus denen ihn sein Onkel Arthur Brecht befreien muss, meist in Form von Schuldenbegleichung. Arthur Brecht selbst ist steinreicher Millionär, allerdings sehr geizig. Daher bekommt Christian von Brecht selbst in Notsituationen niemals Geld, obwohl er fast immer versucht, ihn anzupumpen.
Stattdessen schickt Brecht seinen Neffen rund um den Erdball – überall dahin, wo Arthur Brecht industrielle Unternehmungen laufen hat. Sollte es an einem Standort zu Problemen kommen, reist Christian vor Ort und kümmert sich um die Angelegenheiten, welche meist mit Gaunern, Gangstern, Terroristen und Schwarzmarkthändlern zu tun haben.
Unterstützt wird er dabei stets von Anette, der Assistentin von Arthur Brecht. Sie ist ein Tüftelgenie und stattet Borg (ähnlich Q in den James-Bond-Filmen) vor jedem Einsatz mit allerlei Waffen und sonstigen Spielereien aus, die ihm in seinen Einsätzen helfen sollen.

## Produktion
Ähnlich der erfolgreichen ARD-Reihe Auf Achse spielt die Serie neben etlichen europäischen auch an vielen internationalen Drehorten, u. a. Südamerika und Afrika. In Gastrollen sind u. a. Jennifer Nitsch, Désirée Nosbusch, Anouschka Renzi, Herbert Fux, Miro Nemec, Corinna Drews, Ludger Pistor und Albert Fortell aufgetreten.
Das Titellied Jolly Joker wurde vom ehemaligen Manfred-Mann’s-Earth-Band-Frontman Chris Thompson komponiert und gesungen.